# 烏克蘭斯凱 (斯洛博然斯凱市鎮)
49°39′43″N 36°27′10″E / 49.66194°N 36.45278°E
烏克蘭斯凱（烏克蘭語：Українське）是位於烏克蘭東部的村莊，由哈爾科夫州丘胡伊夫区的斯洛博然斯凱市鎮負責管轄。該村始建於1680年，面積0.2平方公里，海拔高度102米，2001年人口221，人口密度每平方公里1,105人。